# 海外特派员
《海外特派员》（英語：Foreign Correspondent）是一部1940年美国黑白间谍惊悚片，由阿尔弗雷德·希区柯克执导，讲述了一位驻英美国记者揭露二战前夕一场针对欧洲阴谋的故事。
它是希区柯克1939年离开英国后的第二部好莱坞作品（第一部是《蝴蝶梦》），编剧极多，但仅有四位署名。原作为文森特·希恩的回忆录《个人历史》（Personal History，1935年），制片人沃尔特·旺格以一万美元买下其版权。
这部电影是1940年获得奥斯卡最佳影片奖提名的两部希区柯克电影之一，另一部是后来得奖的《蝴蝶梦》。《海外特派员》获得了六项奥斯卡奖提名，但都没有获奖。

## 剧情
1939年8月中旬世界大战爆发前夕，《纽约晨报》（New York Morning Globe）编辑鲍尔斯先生（Mr. Powers；哈里·达文波特饰）派记者约翰·琼斯（John Jones；笔名Huntley Haverstock；乔尔·麦克雷饰）前往欧洲报道。
琼斯的第一个任务是在世界和平党（Universal Peace Party）领袖斯蒂芬·费舍尔（Stephen Fisher；赫伯特·马歇尔饰）举办的一次活动中采访荷兰外交官范·米尔（Van Meer；阿尔伯特·巴瑟曼饰）。鲍尔斯和琼斯并不知道费舍尔实际上是一名德国特工。
不久，范·米尔被刺杀，琼斯、费舍尔的女儿卡罗尔（Carol；拉雷恩·黛饰）和她的记者朋友斯科特（Scott ffolliott；乔治·桑德斯饰）追赶刺客。他们在乡下追丢了刺客的车，但却意外发现了活的范·米尔，了解到之前在众目睽睽之下被刺杀的只是一个替身...

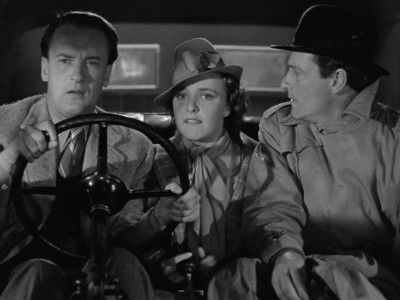
乔治·桑德斯、拉雷恩·黛和乔尔·麦克雷剧照

## 拍摄
制片人沃尔特·旺格于1935年购下记者文森特·希恩（Vincent Sheean）回忆录《个人历史》（Personal History）的版权，但多次改编的剧本都不尽如人意。多个编剧花了五年时间才改出一个令他满意的剧本。希区柯克本希望加里·库珀和琼·方丹担任主角，但库珀当时对拍惊悚片不感兴趣，大卫·O·塞尔兹尼克则不借方丹给他拍电影。后来，库珀向希区柯克表示后悔。
1940年3月18日，电影开始拍摄，暂定名包括Personal History、Imposter。拍摄地点在西好莱坞的塞缪尔·戈德温影业以及洛杉矶和长滩。
影片拍摄结束后，希区柯克返回英格兰，7月3日再次返回洛杉矶，带来德国人将随时开始轰炸伦敦的消息。因此，本·赫克特受邀给电影写个新结尾以反映时事。这个片段于7月5日拍摄。

## 反响
电影于1940年8月16日在美国首映，同年10月11日在英国首映。这部以伦敦遭到轰炸结尾的电影在不列顛戰役的黎明时分于美国上映，而一周后的8月24日，德国真的开始轰炸伦敦。 

### 票房
其票房成绩不俗，但由于制作成本高导致还是亏损了369,973美元。据《电影周刊》（Kinematograph Weekly）报道，这是1940年英国第二受欢迎的电影，仅次于《蝴蝶梦》。 

### 评价
它获得了影评家的普遍好评，但也有人说它只是一部拍的好一点的B級片。它引起了约瑟夫·戈培尔的关注，后者称电影是“一部杰出的宣传作品，这样一部一流的作品无疑会给敌国广大人民留下一定印象“。

## 奖项
《海外特派员》获得了六项奥斯卡奖提名，但都没有获奖：
| 奖项           | 类别         | 被提名人                                   | 结果 | 来源   |
| 第13届奥斯卡奖 | 最佳影片     | 沃尔特·旺格                                | 提名 | [ 9 ]  |
| 第13届奥斯卡奖 | 最佳男配角   | 阿尔伯特·巴瑟曼                            | 提名 | [ 9 ]  |
| 第13届奥斯卡奖 | 最佳原创剧本 | 查尔斯·班尼特、胡安·哈里森                 | 提名 | [ 9 ]  |
| 第13届奥斯卡奖 | 最佳摄影     | 鲁道夫·马特                                | 提名 | [ 9 ]  |
| 第13届奥斯卡奖 | 最佳艺术指导 | 亚历山大·高利思                            | 提名 | [ 9 ]  |
| 第13届奥斯卡奖 | 最佳视觉效果 | 保罗·伊戈尔（摄影）、托马斯·莫尔顿（音效） | 提名 | [ 9 ]  |
| 国家评论协会奖 | 最佳影片     |                                            | 提名 | [ 10 ] |